# Sluishuis (Amsterdam)
Het Sluishuis is een woon/werkcomplex in de Amsterdamse wijk IJburg. Het gebouw, dat werd geopend op 13 juli 2022, is ontworpen door BIG, het bureau van de Deense architect Bjarke Ingels, in samenwerking met het Rotterdamse Barcode Architects. Het Sluishuis staat bij de entree van het Steigereiland, waarmee het een beeldbepalend gebouw van IJburg is.

## Oorsprong en bouw
Begin 2016 schreef de gemeente Amsterdam een prijsvraag uit voor een 'beeldbepalend' gebouw op de Haringbuisdijk, bij de entree van het Steigereiland, tegenover de woningen van Marlies Rohmer. De opdracht was voor een woongebouw van minimaal 35.000 vierkante meter, met ruimte voor woonschepen.
Het winnende ontwerp kwam van een samenwerking tussen twee bureaus: het Deense BIG (Bjarke Ingels Group) en het Rotterdamse Barcode Architects. Zij ontwierpen een 52 meter hoog gebouw met schuine afgesneden gevels en een grote opening aan de voorkant, waar boten onderdoor kunnen varen. Rondom het gebouw werd tevens een loopsteiger ontworpen. De tweede plaats in de competitie, waar vier partijen in meedongen, ging naar een ontwerp van het Nederlandse Neutelings Riedijk Architecten. De eerste keer dat BIG een gebouw in Nederland ontwierp was de Terrace Tower, op de Zuidas in Amsterdam. De vorm van een gesloten bouwblok waar hoeken worden 'opgetrokken' gebruikte BIG eerder bij het gebouw VIA 57 West in Manhattan.

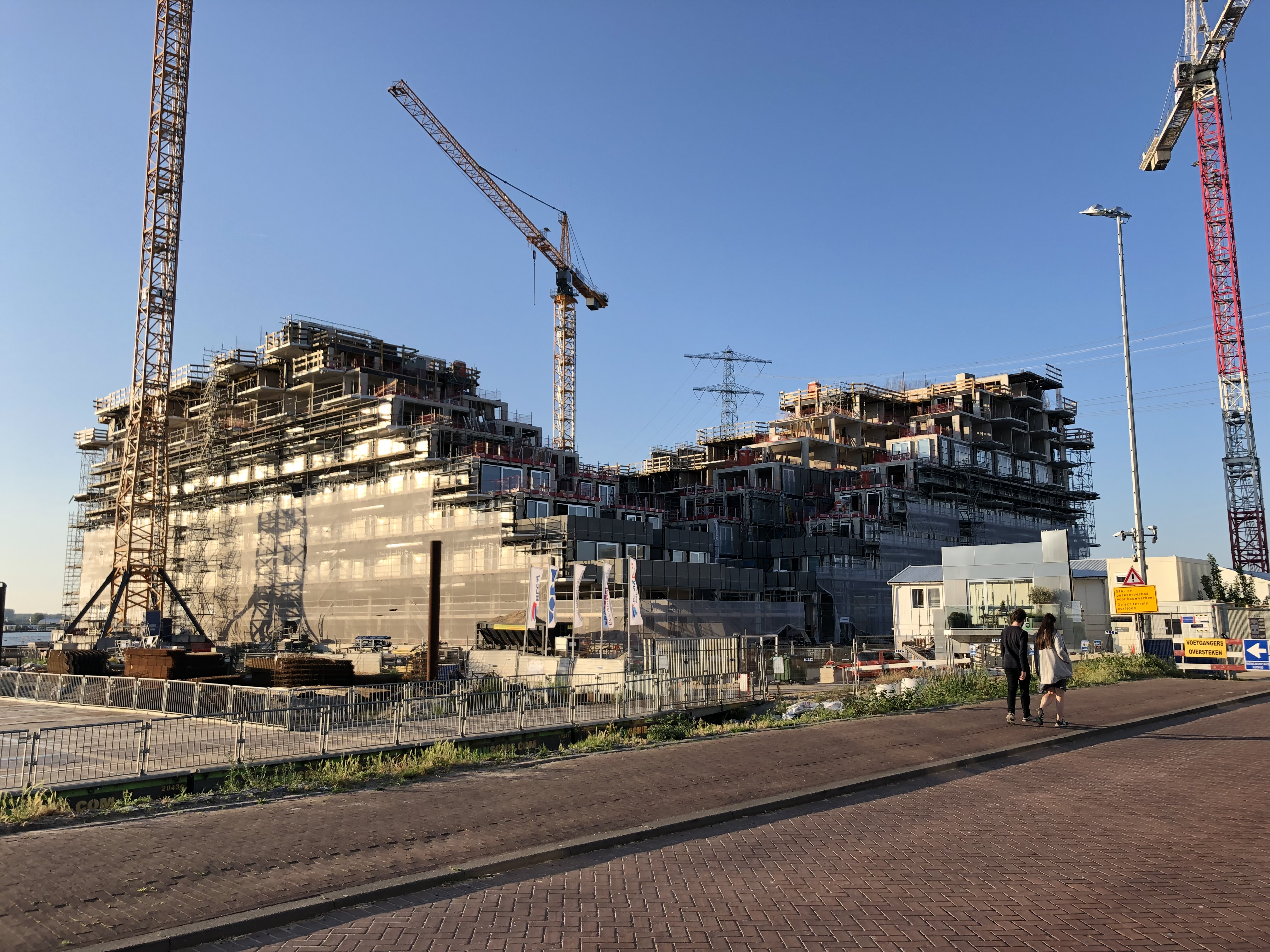
Bouw van het Sluishuis in de zomer van 2021

De vreemde vorm zorgde voor een hoop uitdagingen bij de bouw.  De bouwcombinatie VORM/Besix besloot om twee 'ruggengraten' in de vorm van betonnen muren van bijna een halve meter dik te bouwen. Hier zijn de woningen aan opgehangen. Tijdens de bouw werd er gewerkt met een tijdelijk opgespoten eiland. De heipalen gingen zestig meter de grond in. De buitenkant van het gebouw is bekleed met platen van aluminium.
Op 18 december 2018 werd begonnen met de bouw. De opening van het gebouw was oorspronkelijk voorzien in begin 2022. Het gebouwd werd uiteindelijk geopend op 13 juli 2022.

## Gebruik en omgeving

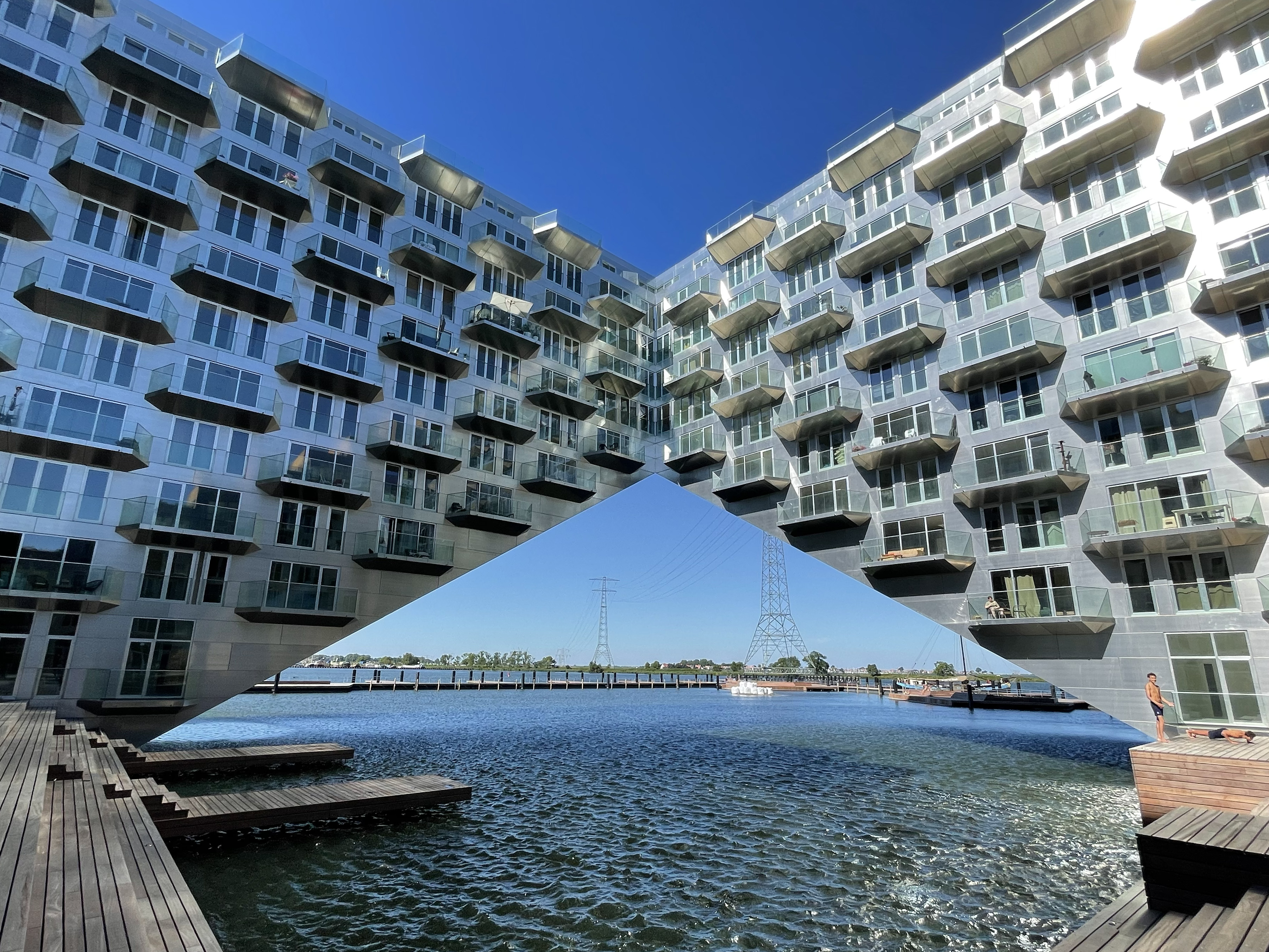
Aan het binnenplein van het Sluishuis is een steiger waar boten kunnen aanmeren.

Het Sluishuis heeft 442 appartementen, waarvan 369 huur (voornamelijk in het middensegment) en 73 koopwoningen zijn. De oppervlakte van de woningen varieert tussen de 40 tot 180 vierkante meter. Rondom het gebouw ligt een steiger waar plek is voor 34 woonboten. De steiger loopt rond het hele gebouw. Het Sluishuis is over het water van het Buiten-IJ gebouwd, waardoor boten "in" het gebouw kunnen aanmeren. Door de aparte vorm lijkt het gebouw te "zweven" boven het water. Aan de binnenplaats is ruimte voor een café en een sportschool.
In de gevel van het pand zijn twee trappen aanwezig die langs de terrassen leiden naar het dak, waar een wandelpad is en een uitzicht over de stad. De situatie rondom de toegang tot dit wandelpad was een tijd onduidelijk. Die toegang is namelijk in beheer bij de VVE van het gebouw, en die zou er voor kunnen kiezen om de daktuin alleen beperkt open te stellen. De gemeente Amsterdam heeft bedongen dat de trappen minimaal tachtig dagen per jaar open moeten zijn voor het algemeen publiek.
Het Sluishuis zou duurzaam zijn. Op het dak zijn zonnepanelen of zonnecollectoren aangebracht. Ook heeft het gebouw een warmtepompinstallatie en is het goed geïsoleerd: de ramen zijn voorzien van driedubbelgeïsoleerd glas. Het energieprestatiecoëfficiënt (EPC) zou daardoor -0.01 zijn. Tevens zijn er tijdens de bouw gerecyclede en herbruikbare onderdelen gebruikt.

## Galerie

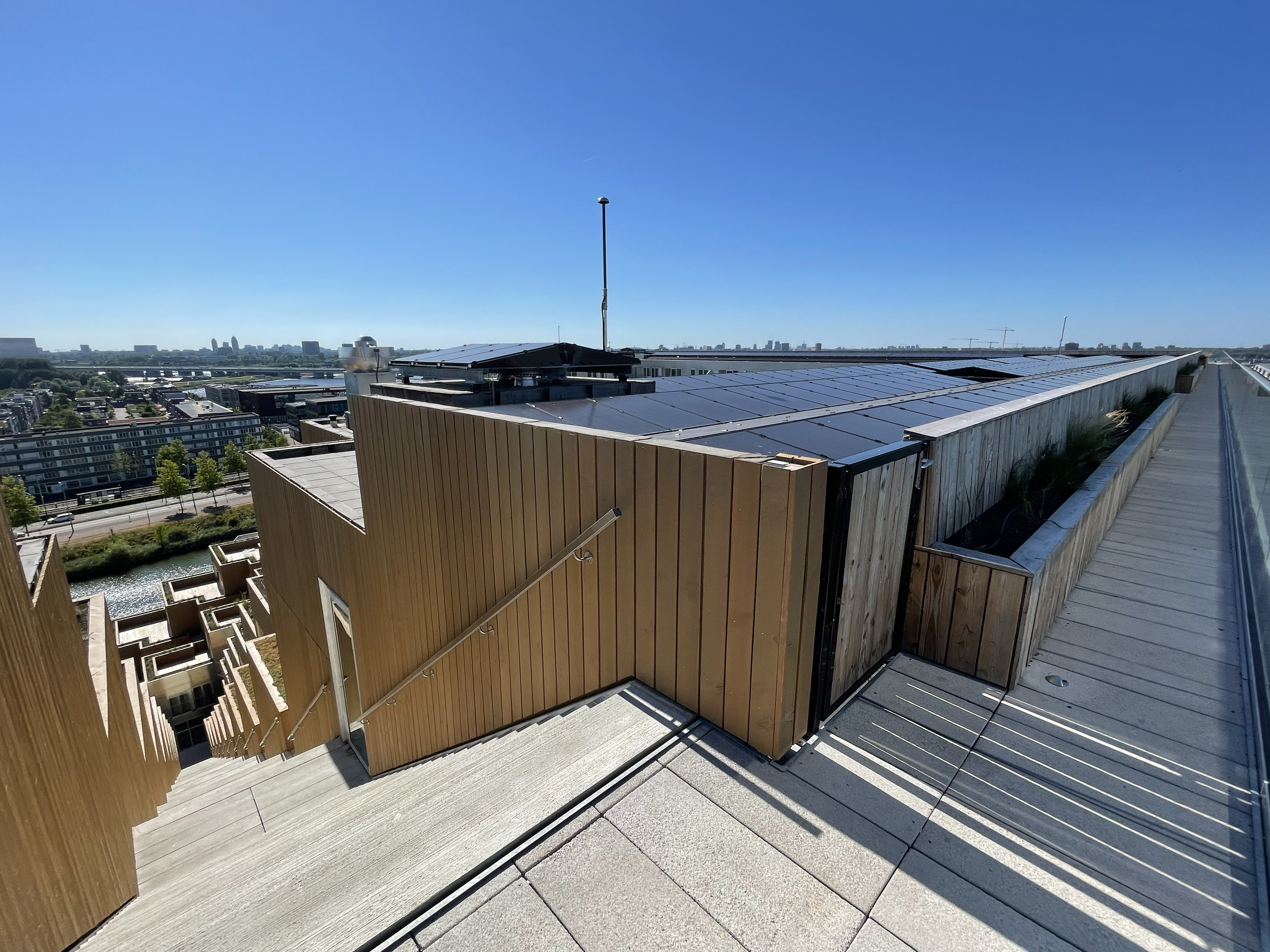
Looppad op het dak: hier zijn ook de zonnepanelen of zonnecollectoren te zien.
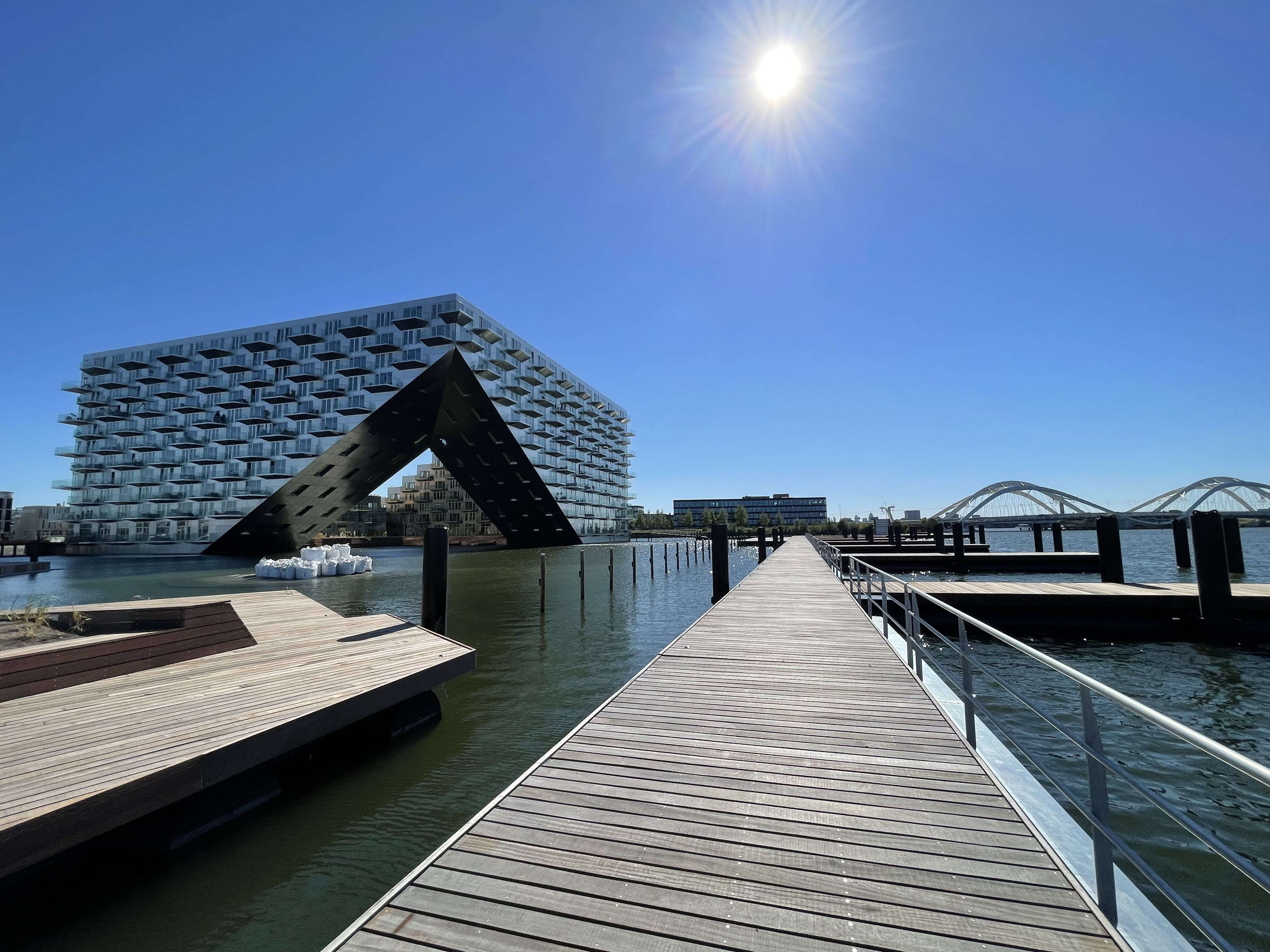
Sluishuis gezien vanaf de publiek toegankelijke steiger. Rechts is de Enneüs Heermabrug te zien.
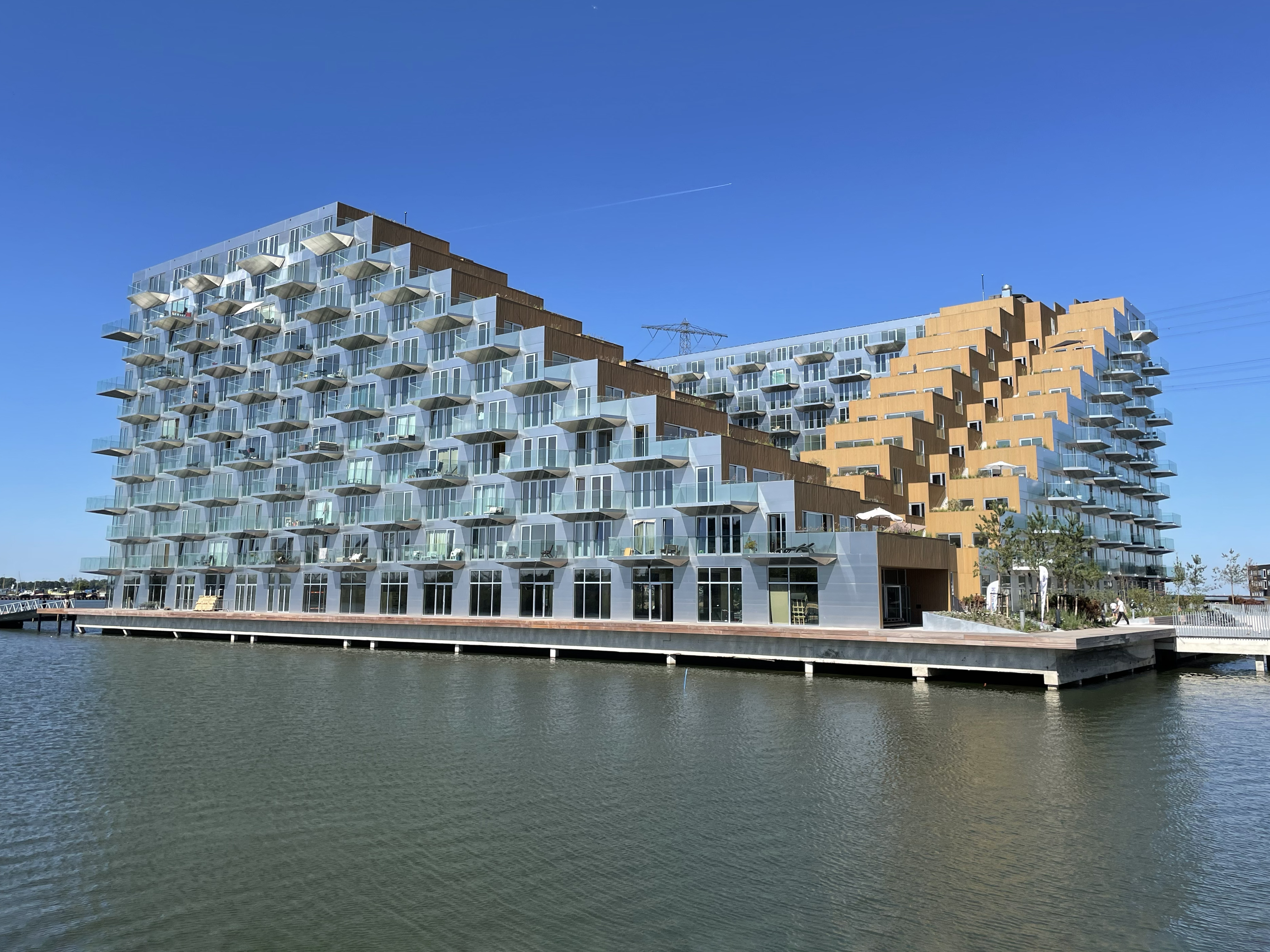
Gezien vanaf de IJburglaan. Hier zijn goed de trappen te zien die via de terrassen naar het dak leiden.
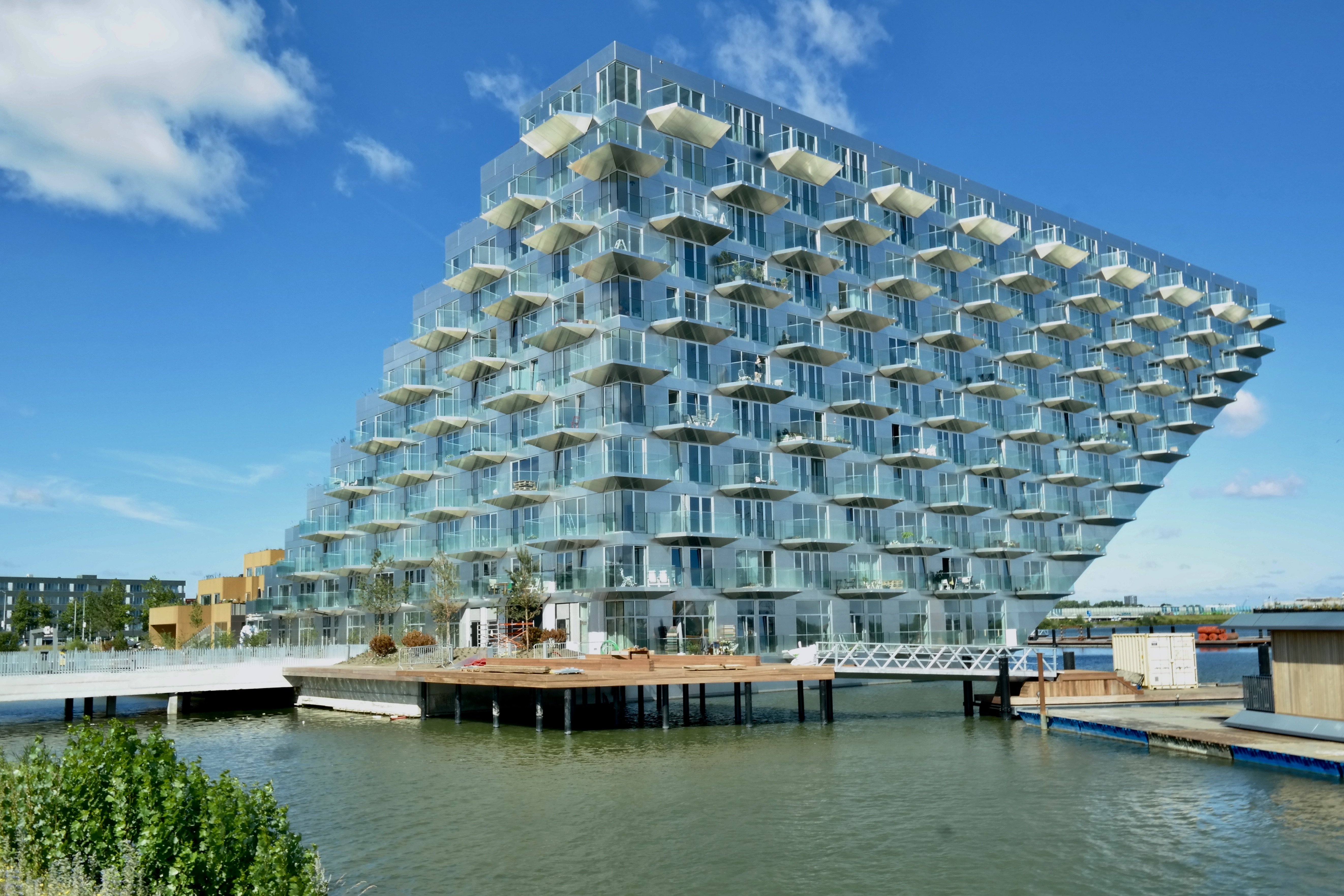
Vanuit het oosten.